# مكاك ذيل الخنزير الجنوبي
مكاك ذيل الخنزير الجنوبي أو مكاك خنزيري الذنب (الاسم العلمي: Macaca nemestrina) (بالإنجليزية: pigtail macaque)‏ هو نوع من الحيوانات يتبع جنس السعدان المكاك من فصيلة سعادين العالم القديم.

## الوصف
يكون الذكور أكبر حجماً من الإناث، وبينما يبلغ طول الذكور بين 50-58 سم و5-12 كغ، يبلغ طول الإناث ما بين 38-48 سم ووزن 4.5-6 كغ. يتميز بفرو بني مصفر، مع منطقة ظهرية أغمق ومنطقة بطنية أفتح. ويشير اسمه (ذو ذيل الخنزير) إلى الذيل القصير شبه المنتصب الذي يشبه ذيل الخنزير.